# 思いたったら直行便
『思いたったら直行便』（おもいたったらちょっこうびん）は2007年2月から同年3月まで青森放送（RABテレビ）で放送されたテレビ番組である。

## 概要
本番組は、青森空港からの直行便が就航している国内空港（羽田空港・伊丹空港・中部空港（2010年10月に路線廃止）・新千歳空港・福岡空港（2007年10月で路線廃止）の各空港）の周辺都市を巡る番組である。

## 放送時間
- 日曜日の午後

## 出演者
- 伊奈かっぺい
- 伊東幸子（RABアナウンサー）

## その他
- 本番組のBGMは、丸八真綿のCMでも使われていたものである。